# Yuka Ueno
Yuka Ueno (en japonés: 上野優佳, Ueno Yuka, Beppu, 28 de noviembre de 2001) es una deportista japonesa que compite en esgrima, especialista en la modalidad de florete.
Participó en dos Juegos Olímpicos de Verano, obteniendo una medalla de bronce en París 2024, en la prueba por equipos (junto con Sera Azuma, Karin Miyawaki y Komaki Kikuchi), y el sexto lugar en Tokio 2020, en las pruebas individual y por equipos.
Ganó una medalla de bronce en el Campeonato Mundial de Esgrima de 2023, en la prueba por equipos.

## Palmarés internacional
| Juegos Olímpicos   | Juegos Olímpicos | Juegos Olímpicos  | Juegos Olímpicos    |
| Año                | Lugar            | Medalla           | Prueba              |
| ------------------ | ---------------- | ----------------- | ------------------- |
| 2024               | París (Francia)  | Medalla de bronce | Florete por equipos |
| Campeonato Mundial |                  |                   |                     |
| Año                | Lugar            | Medalla           | Prueba              |
| 2023               | Milán (Italia)   | Medalla de bronce | Florete por equipos |